# Richstein
Richstein (mundartlich Richstee) ist ein Ortsteil von Bad Berleburg im Kreis Siegen-Wittgenstein in Nordrhein-Westfalen. 

## Geographie

### Nachbarorte
- Arfeld
- Beddelhausen
- Puderbach

## Geschichte
Die erste urkundliche Erwähnung Richsteins stammt aus dem Jahre 1384 und gibt die Burg Richstein (im Original: Rischenstein) als Lehensgabe an die Wittgensteiner.
Ab dem 15. Jahrhundert ist Richstein eine sogenannte Freiheit mit eigenem Amtssitz und Landgericht. 1590 brannte das Dorf, das bis dahin am Burgberg lag, komplett nieder. In der Folge verfiel die Burg. Im 16. Jahrhundert begann der Aufbau des Dorfes, das man nun im Tal ansiedelte, mit eigener evangelischer Kapellenschule. Ein erneuter Brand 1828 zerstörte auch das neue Dorf teilweise.
1969 wurde die zweiklassige Schule geschlossen.
Bis zur Eingemeindung, die am 1. Januar 1975 in Kraft trat, war der Ort eine selbständige Gemeinde im damaligen Kreis Wittgenstein.
Im Zuge der FFH-Richtlinie wurde 1991 in unmittelbarer Nähe zum Dorf ein 14,8 ha großes Naturschutzgebiet eingerichtet.

### Einwohnerentwicklung
- 1572: 031 Hausgesessene
- 1634: 027 Mannschaften
- 1662: 019 Häuser
- 1736: 230 Einwohner
- 1819: 344 Einwohner in 27 Häusern
- 1854: 437 Einwohner in 60 Häusern
- 1900: 308 Einwohner
- 1961: 456 Einwohner[2]
- 1970: 428 Einwohner[2]
- 1974: 397 Einwohner[3]
- 2012: 321 Einwohner
- 2021: 295 Einwohner[1]